# Simon Rattle

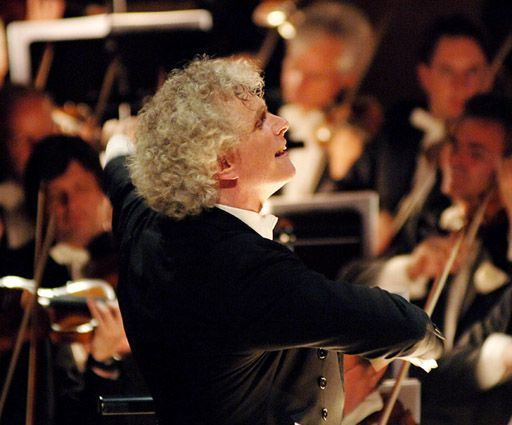
Sir Simon Rattle, 23 juni 2006.

Simon Denis Rattle (Liverpool, 19 januari 1955) is een Britse dirigent.

## Leven
Hij leerde de piano en de viool te bespelen, maar zijn eerste werk met orkesten was als slagwerker. In 1971 begon hij een studie aan de Royal Academy of Music in Londen, waar hij regelmatig als dirigent kon optreden. Tijdens zijn studie organiseerde en dirigeerde hij een veelgeprezen uitvoering van Mahlers Tweede Symfonie. Zijn talent werd toen ontdekt door Martin Campbell-White, die sindsdien zijn manager is. In 1974, het jaar waarin hij afstudeerde, won hij ook de John Player Conductor Competition. In 1980/81 studeerde hij aan de Universiteit van Oxford.
Rattle verwierf grote bekendheid als dirigent van de City of Birmingham Symphony Orchestra (CBSO) van 1980 tot 1998. Hij is mede-oprichter van de Birmingham Contemporary Music Group. Ook was hij enige jaren eerste gastdirigent van het Rotterdams Philharmonisch Orkest. In 1994 werd hij in de Britse adelstand verheven met de titel van Knight Bachelor.
Van 2002 tot 2018 was hij chef-dirigent van de Berliner Philharmoniker als opvolger van Claudio Abbado. Met ingang van het seizoen 2017-2018 is hij chef-dirigent van het London Symphony Orchestra. In januari 2021 werd zijn overstap aangekondigd naar het Symphonieorchester des Bayerischen Rundfunks in München, waar hij in 2023 de overleden Mariss Jansons opvolgt.
Rattle was van 1980 tot 1995 getrouwd met de Amerikaanse sopraan Elise Ross, met wie hij twee zonen heeft. In 1996 hertrouwde hij met de Amerikaanse schrijfster Candace Allan. Zijn derde vrouw is sinds 2008 de Tsjechische mezzo-sopraan Magdalena Kožená. Ook met haar heeft hij twee zonen.